# Syntrechalea lomalinda
Espèce
Synonymes
- Trechalea lomalinda Carico, 1993

Syntrechalea lomalinda est une espèce d'araignées aranéomorphes de la famille des Trechaleidae.

## Distribution
Cette espèce se rencontre en Colombie, au Venezuela et au Brésil.

## Description
La carapace du mâle holotype mesure 5,75 mm de long sur 5,3 mm de large et l'abdomen 5,1 mm de long et celle de la femelle paratype mesure 6,0 mm de long sur 5,7 mm de large et l'abdomen 7,3 mm de long.

## Étymologie
Son nom d'espèce lui a été donné en référence au lieu de sa découverte, Lomalinda.

## Publication originale
- Carico, 1993 : Revision of the genus Trechalea Thorell (Araneae, Trechaleidae) with a review of the taxonomy of the Trechaleidae and Pisauridae of the Western Hemisphere. Journal of Arachnology, vol. 21, p. 226-257 (texte intégral).